# Cairn dolménique
Pour les articles homonymes, voir Cairn (homonymie).
Un cairn dolménique est un monument de pierre sèche du Néolithique, circulaire ou quadrangulaire, qui recouvre entièrement un ou plusieurs dolmens à couloir. Les chambres de ces dolmens peuvent être en pierre sèche et à voûte en encorbellement (c'est le cas le plus fréquent au début du Ve millénaire ou entièrement mégalithiques.

## Origines de la désignation
Le mot vient du préceltique et celtique *karn et, par-delà, du proto-indo-européen *kar (« pierre, rocher »). Le mot celtique a donné le mot écossais càrn, qui a un sens beaucoup plus large : il peut désigner plusieurs types de collines ainsi que des amoncellements naturels de pierres. Le breton a le mot karn, que l'on retrouve dans la toponymie, là où il y a des cairns dolméniques : île Carn, Pors Carn, Carnac, Carnoët…
Le préhistorien Pierre-Roland Giot aurait préféré la forme carn pour parler des monuments armoricains. Il fait observer que « dans tous les pays de langue celtique », que ce soit en Irlande, en Écosse, dans l'île de Man, au pays de Galles, en Cornouailles ou en Bretagne armoricaine, on trouve le toponyme carn pour désigner les amoncellements de pierres. 
Cependant, c'est la forme cairn qui finit par s'imposer en archéologie, par les hasards de l'histoire littéraire. En 1535, le poète écossais William Stewart (en) utilise la forme carne dans The Buik of the Croniclis of Scotland. Vers 1583, un autre poète écossais, Alexander Montgomerie (en), utilise la forme cairne dans The Flyting Betwixt Montgomerie and Polwart. En 1771, l'amateur d'antiquités gallois Thomas Pennant utilise la forme cairn dans A Tour in Scotland, ouvrage imprimé qui, plus que les précédents, va trouver des lecteurs. Enfin, en 1805, le poète écossais Walter Scott reprend cette forme dans Le Lai du dernier ménestrel : « On many a cairn's grey pyramid ». Le succès considérable de l'œuvre popularise la forme cairn. Celle-ci finit par être adoptée par le monde de l'archéologie (en France, elle remplace le mot galgal).

## Histoire

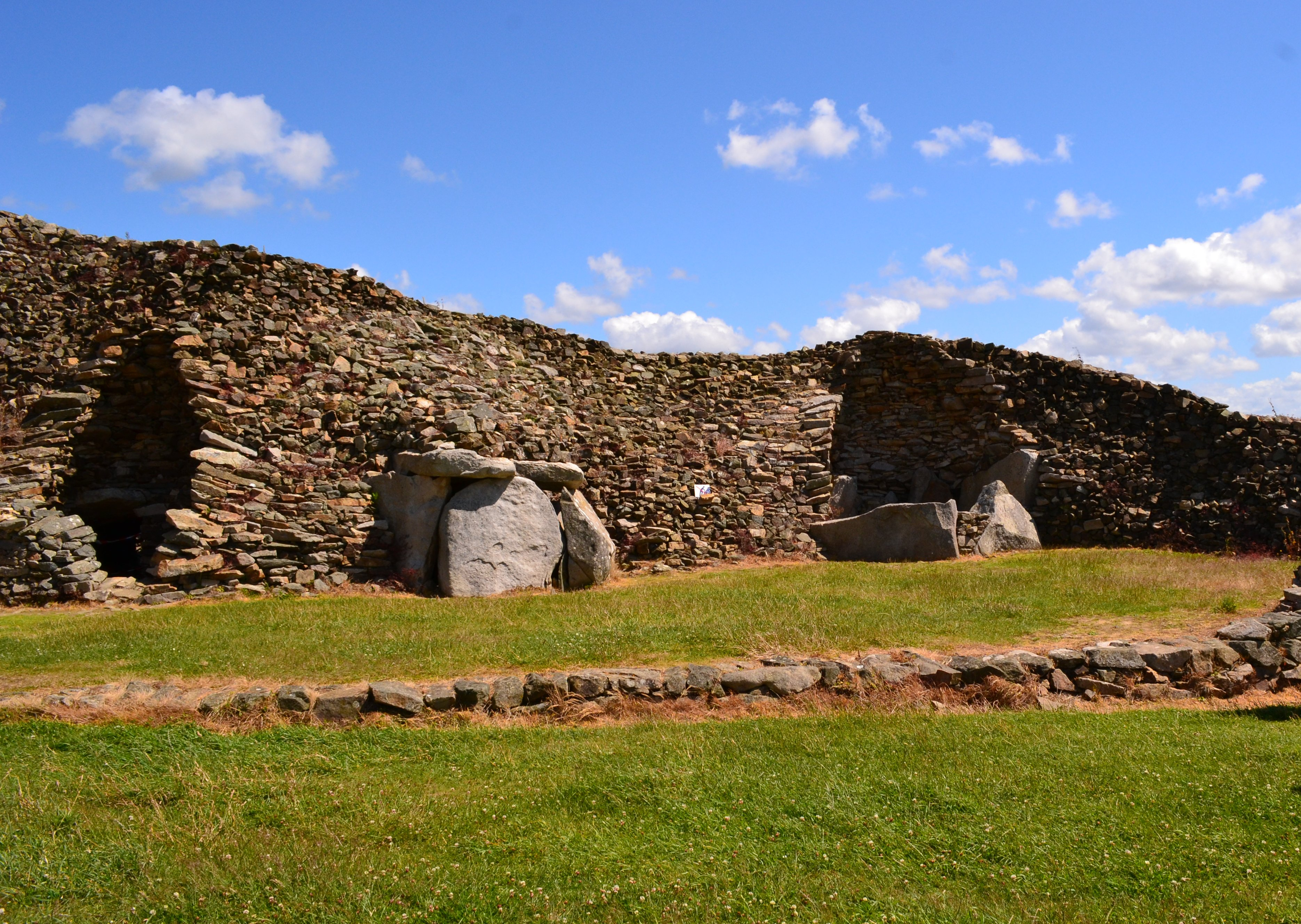
Trois structures de chambre à Barnenez : chambre C à muraille et voûte en encorbellement (pierre sèche) ; chambre B mégalithique ; et chambre A combinant les deux (parois en partie mégalithiques, voûte en encorbellement).

La grande architecture de la pierre apparaît au Néolithique, au début du Ve millénaire, dans le complexe Atlantique, avec les dolmens à couloir recouverts d'un cairn. Au début du Ve millénaire, les couloirs des dolmens ont des murets en pierre sèche (c'est-à-dire sans mortier) sur lesquels reposent des tables (dalles de couverture). Mais les chambres sont le plus souvent tout en pierre sèche, avec voûte en encorbellement : dans le cairn de Barnenez (vers 4700 avant notre ère), 8 des 11 chambres sont en pierre sèche avec voûte encorbellée. Deux chambres seulement (H et B) sont entièrement mégalithiques. Le cairn de Barnenez, avec le cairn III de Guennoc, représente le plus grand mausolée mégalithique d’Europe.
Dans la seconde moitié du Ve millénaire et dans la première moitié du IVe millénaire, le mégalithisme s'impose dans l'architecture dolménique : de grands et lourds blocs de pierre constituent maintenant tout ou partie des parois et de la couverture du dolmen.
Tous les dolmens qui apparaissent nus aujourd'hui étaient couverts d'un cairn. La disparition de ce dernier est due à la gêne causée à l'agriculture ou au réemploi des pierres comme matériau de construction. Selon Jean L'Helgouach, « il ne semble pas que de vrais dolmens à couloir aient été enfouis sous des tumulus de terre. »

## Structure
Le cairn ne doit pas être confondu avec le tertre ou le tumulus. On distingue :
- le tertre, qui est une butte de terre ;
- le cairn, qui est fait uniquement de pierres ;
- le tumulus, qui conjugue la pierre et la terre (tertre à parements de pierre ou cairn recouvert de terre)[11].

Un cairn dolménique est un amas de pierres de taille moyenne qui recouvre entièrement un ou plusieurs dolmens. Les chambres des dolmens peuvent :
- être entièrement de pierre sèche, avec voûte en encorbellement[12] ;
- être de structure mégalithique ;
- combiner les deux structures (comme la chambre A de Barnenez, où la voûte en encorbellement est en partie supportée par des piliers[13]).

## Forme
Le plan ovoïde et le profil arrondi que présentent aujourd'hui des cairns allongés sont dus à une dégradation naturelle. Il en va de même pour la forme en dôme de cairns circulaires. À l'origine, le cairn — qu'il fût quadrangulaire ou circulaire — était contenu dans un ou plusieurs murs de parement…
- Les dolmens à couloir moyen ou long avaient deux ou trois murs de parement, de plus en plus bas à mesure que l'on progressait vers l'extérieur. Dans le cairn secondaire de Barnenez, les parements intérieurs ont plus de quatre mètres de hauteur, dans leur état actuel. Jean L'Helgouach pense qu'ils atteignaient six à huit mètres[14].
- Dans le cas des dolmens à couloir très court, on ignore s'il y avait plusieurs de ces enceintes[14].

Ces ceintures de parement concentriques et à degrés donnaient donc au cairn allongé une forme étagée, comme à Barnenez. Quant au cairn circulaire, sa forme générale était celle d'un dôme surbaissé à un ou plusieurs tambours.  

### Cairns allongés

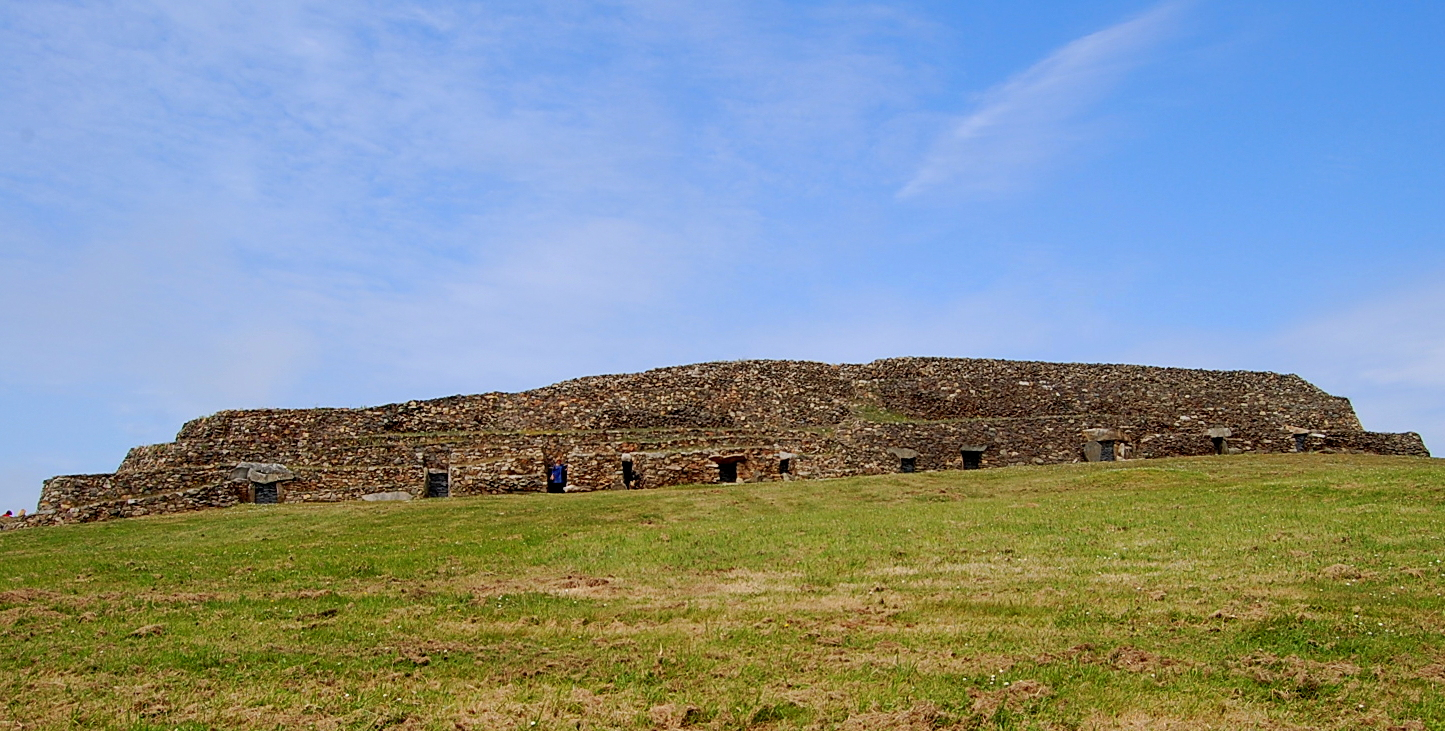
Cairn allongé : Barnenez (vers 4700 avant notre ère pour la partie la plus ancienne, à droite).

On trouve au Danemark et en Suède des dolmens à couloirs (dolmens en T) groupés dans de grands tumulus rectangulaires. Mais, pour ce qui concerne les pays de l'Atlantique nord, il semble bien que les cairns allongés soient particuliers à l'Armorique. On n'en trouve ni en Irlande ni en Grande-Bretagne ni dans la péninsule Ibérique. Même en Armorique, ils sont rares. Le plus connu est Barnenez (72 × 20-25 m, onze dolmens), qui est un des plus anciens cairns dolméniques encore debout. Il y a aussi :
- les quatre cairns de l'île Guennoc (le cairn III mesure 28 × 8-18 m, il contient quatre dolmens) ;
- le Cairn de la Ville-Pichard, en Pléneuf-Val-André (trois dolmens) ;
- le cairn du Mané Bras, à Kervilor, en La Trinité-sur-Mer (trois dolmens) ;
- le cairn de Kerentrech, à Crac'h ;
- le cairn du Mané Bras, à Erdeven (trois dolmens)[15].

Dans les cairns allongés avec dolmens à couloir, les entrées se trouvent toutes sur une des deux plus longues façades.

### Cairns circulaires

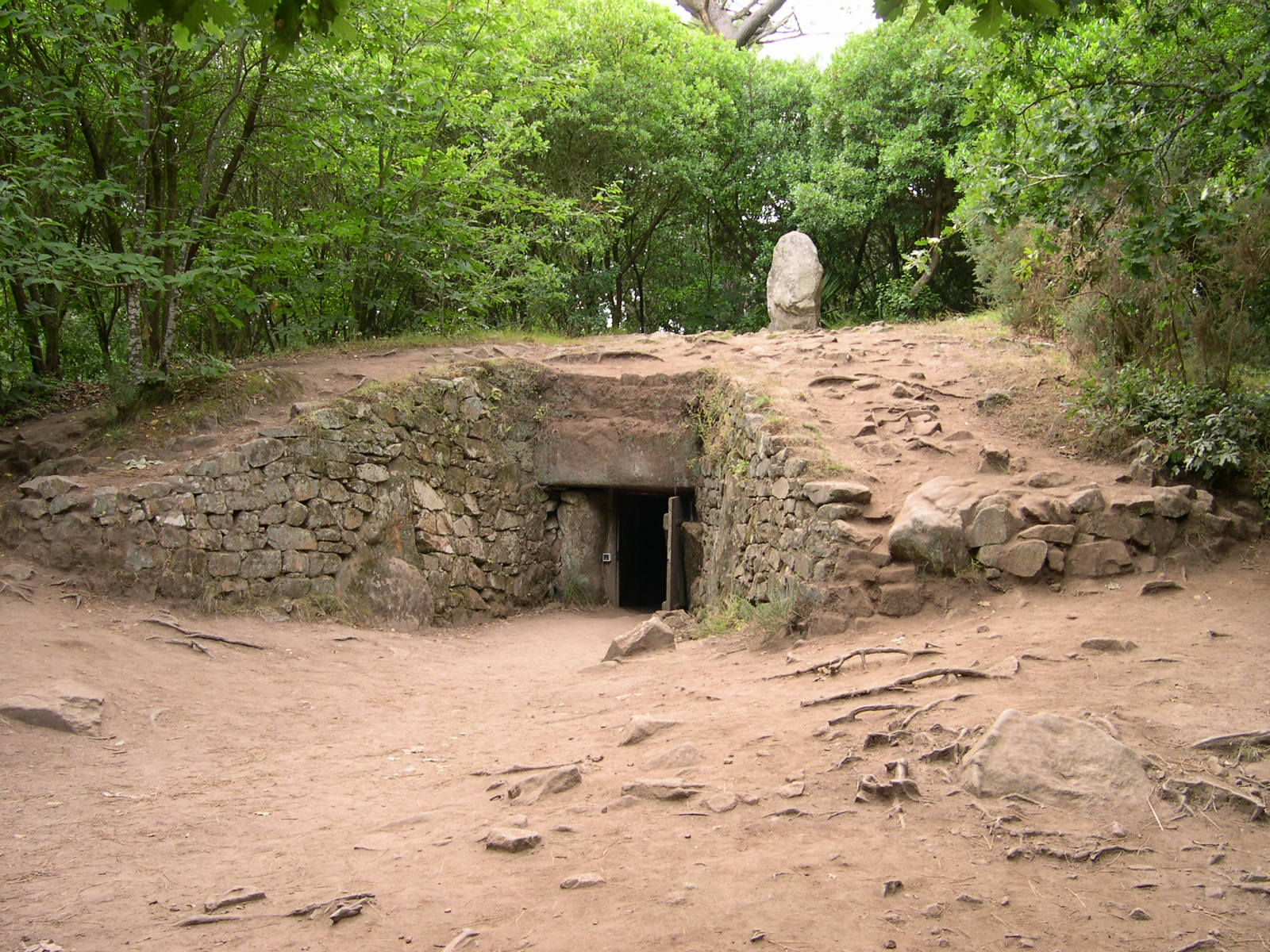
Cairn circulaire : Kercado, à Carnac (le menhir placé au-dessus est le fruit d'une restauration abusive).

Le cairn circulaire est la forme la plus courante en Armorique, mais il y en a aussi en Irlande, en Grande-Bretagne, dans le nord de l'Europe, dans le centre-ouest et dans le midi de la France, et dans la péninsule ibérique. Partout, il y a des murs de parement.
On trouve parfois, sous un même cairn circulaire, deux dolmens à couloir côte à côte. Cette disposition est assez fréquente dans le Morbihan, à proximité du littoral (par exemple, à Dissignac). Il existe même à Rondossec, en Plouharnel, un ensemble de trois dolmens à couloir qui paraît avoir eu un cairn circulaire.

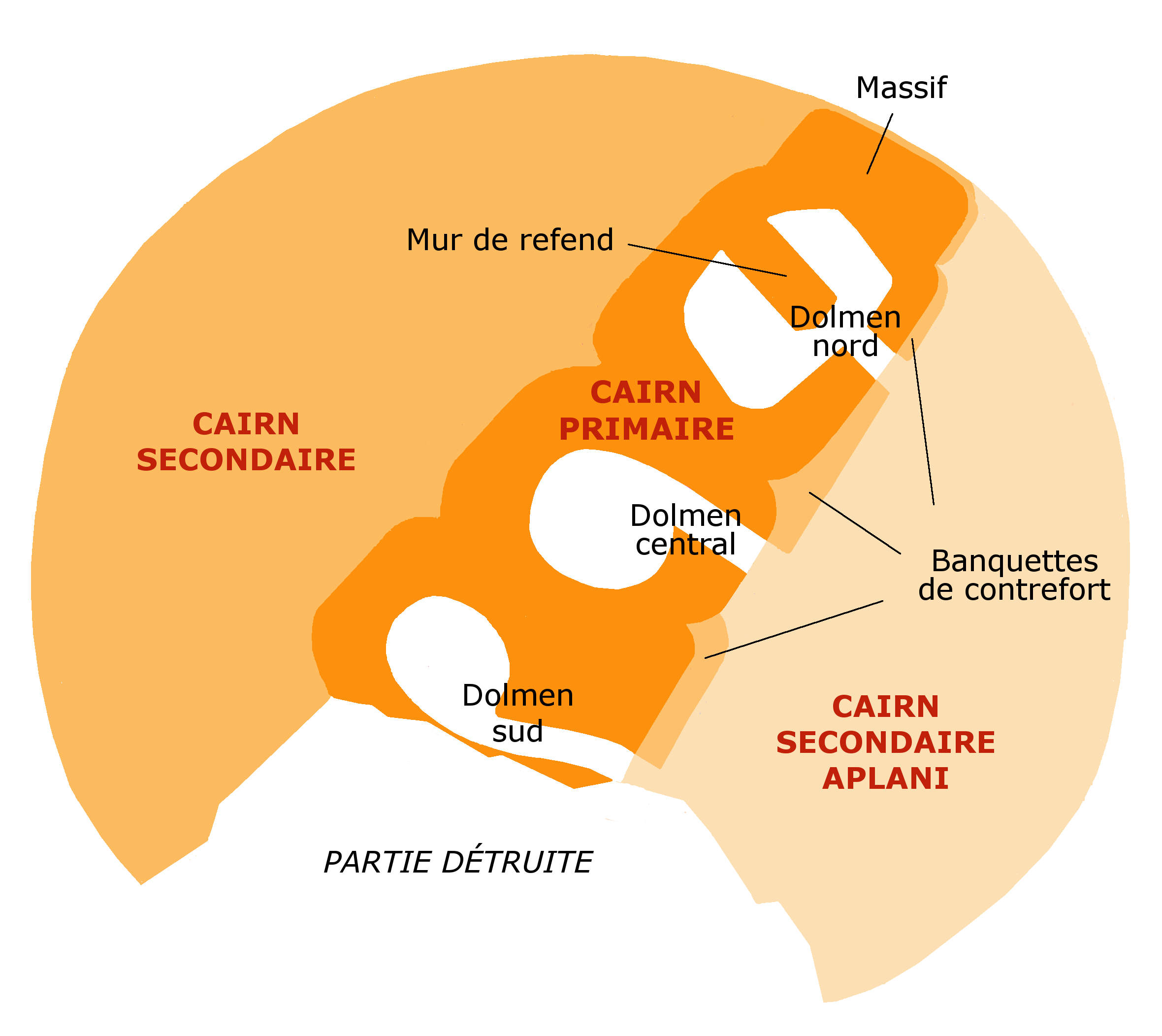
Plan du cairn de l'île Carn (vers 4200 avant notre ère). La partie sud-est du cairn secondaire a été aplanie au XXe siècle pour offrir à la vue le parement frontal du cairn primaire.

Le cairn de l'île Carn (vers 4200 avant notre ère) est un cas exceptionnel. Le cairn primaire, trapézoïdal, du Néolithique moyen, contient trois dolmens à couloir côte à côte. Au Néolithique final, il est noyé dans un « massif d'interdiction », un grand cairn circulaire qui dissimule les trois entrées. C'est le plus spectaculaire exemple de structure d'interdiction, et c'est l'unique site à cairn dolménique allongé où une structure quadrangulaire devient structure circulaire.

## Fonction des cairns du Néolithique moyen
Pierre-Roland Giot a notamment dirigé les fouilles des cairns de Barnenez, de l'île Guénioc et de l'île Carn. Selon lui, des entreprises si ambitieuses montrent que des sociétés d'humains ont alors conscience de ce qu'elles sont, qu'elles prennent suffisamment confiance en elles pour dépasser les préoccupations du quotidien. Giot estime que la construction de monuments « démesurés et prestigieux » est sûrement liée à une « signification symbolique » envers le monde des morts et celui des vivants, à la signification du site choisi, à celle des objets qu'on y dépose, à celle des êtres invisibles censés le peupler… Il précise cependant qu'il serait bien vain, à partir des maigres indices matériels dont nous disposons, de tenter d'imaginer « la complication infinie » des « systèmes idéologiques entiers » dont faisaient partie l'édification et l'utilisation de ces monuments.
Giot n'est pas loin de penser que cette signification symbolique passe avant l'aspect fonctionnel de « sépultures » auquel nous sommes tentés de les réduire. Et il tient pour certain qu'imiter une habitation (avec une entrée et une salle), imiter le corps féminin (avec la porte de la naissance), imiter une caverne (féminisée, dans bien des cultures) étaient des expressions d'ordre « rituel » ou « religieux » auxquelles étaient liées des cérémonies publiques ou secrètes. Cette signification symbolique serait aussi « celle de la puissance, du pouvoir social (divinisé), de la cohésion sociale ou de la hiérarchie » : le cairn pourrait être la maison des ancêtres mythiques, le « lieu de passage ou de séjour obligé » d'individus ayant une position focale dans le corps social. Giot se plaît donc à voir, dans les cairns du Néolithique moyen, tout à la fois des églises, des antres de pythies, des cimetières, des reliquaires, des monuments aux morts, des mairies, des palais, des tribunaux, des lieux de supplice, des écoles, des marchés, des terrains de jeu et des théâtres…